# Иордан, Валерий Владимирович
Валерий Владимирович Иордан (род. 14 февраля 1992) — российский легкоатлет (метание копья). Серебряный призер Чемпионата Европы 2012 (Хельсинки). Мастер спорта России международного класса.

## Биография
- На чемпионате России по длинным метаниям 2010 год в Адлере победил с результатом 74,48 м.
- На командном чемпионате России 2010 года в Сочи победил с результатом 69,33 м.
- Победитель зимнего чемпионата России по длинным метаниям в Адлере с результатом

77,13 м.
- На 11-м Кубке Европы по зимним метаниям (София, Болгария, март 2011 г.) занял 3 место с результатом 79,49 м.
- В апреле 2011 года на Всероссийских соревнованиях по метаниям на призы А. А. Низамутдинова в Адлере занял 2 место с результатом 80,15 м.
- Занял 2 место на Чемпионате Европы 2012 года в Хельсинки, где показал свой лучший результат 83,54 м.
- Победитель зимнего чемпионата Европы в Испании 2013г. Занял 1 место с результатом 79,80 м. Принес золотую медаль команде.